# マニュアルフォーカス
マニュアルフォーカス (Manual Focus, MF) とは、カメラのピント合わせを撮影者が自らの手で行う方式である。近年販売されるカメラはオートフォーカス(AF)機能を装備したものが多いが、撮影者の意図を反映させやすく、現在でも根強い支持がある。
AF一眼レフカメラにおいても、AFの動作が完全でない部分をカバーするため、また撮影者の意図を表現するため、AF機能をオフにし、MFで使用することができる。機種によっては、AF機能がオンのままMFでピントを合わせることが可能なフルタイムマニュアルフォーカスに対応したものもある。
方式としては、レフレックスファインダーにより被写体のピントを見ながら合わせる（一眼レフ・二眼レフ）方式や、連動距離計により測距器の距離情報を使って合わせる（レンジファインダー）方式、ピント調整リングについた距離を合わせる方式（目視ピント）などがある。

## 関連事項
- オートフォーカス（AF）
- ゾーンフォーカス